# 쿡 제도의 국장

쿡 제도의 문장

쿡 제도의 국장은 쿡 제도를 상징하는 문장이다. 문장 가운데에는 원을 만들고 있는 15개의 하얀색 별이 그려진 파란색 방패가 그려져 있다. 방패 위에는 붉은 깃털로 만든 추장 전용 쓰개가 그려져 있는데 쓰개는 쿡 제도의 전통적인 계급을 의미한다.
방패 뒤쪽에는 라로통가섬의 곤봉과 십자가가 엇갈린 채로 놓여져 있다. 곤봉은 쿡 제도의 전통을, 십자가는 기독교를 의미한다. 방패 왼쪽에는 날치가 그려져 있으며 방패 오른쪽에는 흰제비갈매기가 그려져 있다. 방패 아래쪽에 있는 리본에는 "쿡 제도"(Cook Islands)가 영어로 쓰여져 있다.